# Blarinella wardi
Blarinella wardi es una especie de musaraña de la familia Soricidae.

## Distribución geográfica
Se encuentra en noroeste de Yunnan (sur de China) y norte de Birmania.

## Hábitat
Su hábitat natural son: zonas subtropicales o tropicales de  bosques áridos.